# Pimpla morticina
Pimpla morticina är en stekelart som beskrevs av Charles Thomas Brues 1910. Pimpla morticina ingår i släktet Pimpla och familjen brokparasitsteklar. Inga underarter finns listade i Catalogue of Life.